# Siegfried Eichhorn
Siegfried Eichhorn (* 28. Dezember 1923 in Elberfeld, heute Wuppertal; † 29. September 2005 in Düsseldorf) war ein deutscher Wirtschaftswissenschaftler mit den Schwerpunkten Gesundheits- und Krankenhausökonomie.

## Leben
Der gebürtige Elberfelder Siegfried Eichhorn nahm nach abgelegtem Abitur das Studium der Wirtschafts- und Sozialwissenschaften an der Universität zu Köln auf, 1953 legte er die Diplomprüfung für Kaufleute ab, ein Jahr später wurde er bei Erich Gutenberg zum Dr. rer. pol. promoviert. Seine berufliche Laufbahn startete Eichhorn 1953 als Direktionsassistent, später wechselte er in den Prüfungs- und Gutachterdienst zu einem Düsseldorfer Wirtschaftsprüfungsberatungsunternehmen. Darüber hinaus engagierte er sich seit 1953 in führenden Positionen beim Deutschen Krankenhausinstitut e.V. (DKI) in Düsseldorf. Er zeichnete verantwortlich für den Aufbau der betriebswirtschaftliche Abteilung des DKI, zu deren ersten Leiter er bestellt wurde, 1959 wurde er in die Institutsdirektion gewählt, dort hatte er bis zu seinem Wechsel an die TU Berlin die Funktion des geschäftsführenden Direktors inne.
Zusätzlich bekleidete Eichhorn Lehraufträge von 1962 bis 1973 an der Wirtschafts- und Sozialwissenschaftlichen Fakultät der Universität zu Köln, ab 1973 an der TU Berlin und von 1965 bis 1972 an der Universität Düsseldorf, an der er sich 1972 für das Fach Medizinorganisation und Krankenhausökonomie habilitierte. 1984 wechselte er auf die ordentliche Professor für Betriebswirtschaftslehre des Gesundheitswesens an die Technische Universität Berlin, die er bis zu seiner Emeritierung 1989 ausfüllte. Schwerpunkt seiner Forschungen blieb zeitlebens die Ökonomie des Krankenhaus- und Gesundheitswesens.

## Ehrungen
- 1989: Verdienstkreuz 1. Klasse der Bundesrepublik Deutschland

## Schriften
- Eichhorn, Siegfried: Krankenhausbetriebslehre: Theorie und Praxis des Krankenhausbetriebes, Band I, Kohlhammer 1967
- Eichhorn, Siegfried: Krankenhausbetriebslehre: Theorie und Praxis des Krankenhausbetriebes, Band II, Kohlhammer 1967
- Eichhorn, Siegfried: Krankenhausbetriebslehre: Theorie und Praxis der Krankenhausleistungsrechnung, Band III, Kohlhammer 1987
- Eichhorn, Siegfried / Schmidt-Rettig, Barbara: Krankenhausmanagement im Werte- und Strukturwandel: Handlungsempfehlungen für die Praxis, Kohlhammer 1995
- Eichhorn, Siegfried: Integratives Qualitätsmanagement im Krankenhaus: Konzeption und Methoden eines qualitäts- und kostenintegrierten Krankenhausmanagements, Kohlhammer, 1997
- Eichhorn, Siegfried / Schmidt-Rettig, Barbara: Managed Care: Perspektiven der Vernetzung des Krankenhauses mit Arztpraxen, Rehabilitationskliniken und Krankenkassen, Kohlhammer 1998
- Eichhorn, Siegfried / Schmidt-Rettig, Barbara: Profitcenter und Prozeßorientierung: Optimierung von Budget, Arbeitsprozessen und Qualität, Kohlhammer 1999
- Eichhorn, Siegfried / Schmidt-Rettig, Barbara: Krankenhausmanagement: Zukünftige Struktur und Organisation der Krankenhausleitung, Schattauer 2001
- Eichhorn, Siegfried / Schmidt-Rettig, Barbara: Krankenhaus-Managementlehre: Theorie und Praxis eines integrierten Konzepts, 1. Auflage, Kohlhammer 2008